# Ервін Мальдонадо
Ервін Мальдонадо (25 липня 1983) — венесуельський плавець.
Учасник Олімпійських Ігор 2008, 2012, 2016 років.